# Олд-Джеймстаун (Міссурі)
Олд-Джеймстаун (англ. Old Jamestown) — переписна місцевість (CDP) в США, в окрузі Сент-Луїс штату Міссурі. Населення — 19 790 осіб (2020).

## Географія
Олд-Джеймстаун розташований за координатами 38°50′6″ пн. ш. 90°17′6″ зх. д. / 38.83500° пн. ш. 90.28500° зх. д. (38.834935, -90.285107).  За даними Бюро перепису населення США в 2010 році переписна місцевість мала площу 38,72 км², з яких 38,70 км² — суходіл та 0,02 км² — водойми.

## Демографія
Згідно з переписом 2010 року, у переписній місцевості мешкали 19 184 особи в 7088 домогосподарствах у складі 5497 родин. Густота населення становила 495 осіб/км².  Було 7450 помешкань (192/км²).
Расовий склад населення:
| - 53,7 % — чорних або афроамериканців - 41,9 % — білих - 1,8 % — азіатів - 0,1 % — вихідців з тихоокеанських островів - 0,1 % — корінних американців |

До двох чи більше рас належало 1,8 %. Частка іспаномовних становила 1,4 % від усіх жителів.
За віковим діапазоном населення розподілялося таким чином: 22,4 % — особи молодші 18 років, 63,9 % — особи у віці 18—64 років, 13,7 % — особи у віці 65 років та старші. Медіана віку мешканця становила 44,0 року. На 100 осіб жіночої статі у переписній місцевості припадало 90,3 чоловіків;  на 100 жінок у віці від 18 років та старших — 86,9 чоловіків також старших 18 років.
Середній дохід на одне домашнє господарство  становив 90 049 доларів США (медіана — 76 750), а середній дохід на одну сім'ю — 101 673 долари (медіана — 87 237). Медіана доходів становила 55 074 долари для чоловіків та 51 921 долар для жінок. За межею бідності перебувало 7,7 % осіб, у тому числі 12,8 % дітей у віці до 18 років та 5,4 % осіб у віці 65 років та старших.
Цивільне працевлаштоване населення становило 9585 осіб. Основні галузі зайнятості: освіта, охорона здоров'я та соціальна допомога — 28,5 %, виробництво — 11,3 %, науковці, спеціалісти, менеджери — 10,6 %.